# 中国核工業集団
中国核工業集団公司（ちゅうごくかくこうぎょうしゅうだんこうし）は、中華人民共和国の国有企業である。グループの従業員数は約10万人であり、グループの主な事業は、原子力発電である。1999年に中国核工業総公司の分割によって誕生した。中国に120社ある「中央企業」の一つである。

## 企業グループ
中国核工業集団公司を中心とする企業グループを中国核工業集団という。下記はグループを構成する企業の一部である。
秦山核電有限公司
中華人民共和国（大陸）最初の原子力発電所である秦山原子力発電所の第1期プロジェクトを運営する。
核電秦山聯営有限公司
秦山原子力発電所の第2期プロジェクトを運営する。
秦山第三核電有限公司
秦山原子力発電所の第3期プロジェクトを運営する。
三門核電有限公司
浙江省台州市三門県の三門原子力発電所プロジェクトを進めている。
福建福清核電有限公司
福建省福清市の福清原子力発電所プロジェクトを進めている。
湖南桃花江核電有限公司
湖南省益陽市桃江県の桃花江原子力発電所プロジェクトを進めている。
海南核電有限公司
海南省昌江リー族自治県の昌江原子力発電所プロジェクトを進めている。
江蘇核電有限公司
江蘇省連雲港市連雲区の田湾原子力発電所を運営している。
中核遼寧核電有限公司
遼寧省葫芦島市興城市の徐大堡原子力発電所プロジェクトを進めている。
中国国核海外鈾資源開発公司
海外ウラン資源の開発を行う会社である。
中国原子能工業有限公司
ウラン製品、原子力関連機器などの輸出入を行う貿易会社である。
中核財務有限責任公司
金融会社である。
中核四〇四有限公司
河西回廊に工場を有する。
中核蘇閥科技実業股份有限公司
蘇州市に本拠を置き、各種バルブを製造する。中国核工業集団公司の蘇州バルブ工場（蘇州閥門廠）がスピンオフして誕生した会社である。深圳証券取引所に上場している。
中核国際有限公司
ケイマン諸島で登記された会社であり、主な事業は海外ウラン資源の開発、ウランの取引、ダイカスト部品の製造である。香港証券取引所に上場している。

## 年表
- 1956年 
  - 国務院（内閣に相当）に第三機械工業部が設置される[7]（「部」は日本の国家行政組織における「省」に相当）。
- 1958年
  - 第三機械工業部が第二機械工業部に改組される[7]。
- 1982年
  - 第二機械工業部が核工業部に改組される[7]。
- 1988年
  - 核工業部の分割により、原子力の平和利用を担う現業部門として中国核工業総公司が誕生する[2]。
- 1991年
  - 12月15日、秦山原子力発電所1号機で試運転開始。
- 1999年
  - 7月1日、中国核工業総公司が中国核工業集団公司と中国核工業建設集団公司に分割される[2]。
- 2006年
  - 5月12日、田湾原子力発電所1号機で試運転開始。